# Ellopion van Peparethus
Ellopion van Peparethus (Skopelos, 4de eeuw voor Christus) (Grieks: Ελλοπίων) was een socratisch filosoof, die vermeld werd door Plutarchus. Hij vergezelde Plato en Simmias in filosofische discussies met Chonuphis van Memphis.
Ellopion reisde met Plato naar Egypte, waar ze een filosofische discussie hielden met Chonuphis van Memphis.